# Alphonse Nicolas Lonclas
Alphonse Nicolas Lonclas, anche citato come Lonclans (Parigi, 6 dicembre 1836 – dopo il 1921), è stato un operaio francese.
Fu una personalità della Comune dei Parigi.

## Biografia
Operaio tornitore su legno, lavorò in una fabbrica di bottoni. Purante l'assedio di Parigi comandò il 73º battaglione della Guardia nazionale e fu delegato al Comitato centrale. Con Fenouillas fondò il comitato rivoluzionario di rue d'Aligre. Costituita la Comune, fu eletto al Consiglio dall'XI arrondissement e sedette alla Commissione militare, dove votò a favore dell'istituzione del Comitato di salute pubblica. 
Dopo la Settimana di sangue sfuggì alla repressione delle forze di Versailles rifugiandosi in Svizzera, mentre la corte marziale di Versailles lo condannava a morte in contumacia. Non si conosce il luogo e la data della morte, ma risultava ancora vivo nel 1921.